# Sclerocheilus deriugini
Sclerocheilus deriugini är en ringmaskart som beskrevs av Zachs 1925. Sclerocheilus deriugini ingår i släktet Sclerocheilus och familjen Scalibregmatidae. Inga underarter finns listade i Catalogue of Life.